# 月城站
月城站是位于江苏省江阴市月城镇的一个铁路车站，有新长铁路经过该站，距离新沂站420公里，邮政编码214404。车站建于2005年，隶属上海铁路局无锡直属站，是四等站，现仅办理专用线货运业务。车站货场占地面积3万平方米，2007年8月交由众鑫储运有限公司营运:238。此外车站还设有通往新月辰港务的专用线。